# توماس كيث غلانن
توماس كيث غلانن (بالإنجليزية: T. Keith Glennan)‏ (8 سبتمبر 1905 - 11 أبريل 1995) هو أول رئيس للمركز الوطني للملاحة الجوية وإدارة الفضاء، أصبح في المنصب من 19 أغسطس 1958 حتى 20 يناير 1961.

## ولادته وتعليمه
ولد توماس في إندرلين، ابن ريتشارد ومارغريت غلانن، ارتاد جامعة ويسكونسن [الإنجليزية] وحصل على درجة في الهندسة الكهربائية.